# Ruta 41 (Bolivien)
Die Ruta 41 ist eine Nationalstraße im südamerikanischen Andenstaat Bolivien.

## Streckenführung
Die Straße hat eine Länge von nur 29 Kilometern und liegt am Südrand der bolivianischen Cordillera Real im Departamento La Paz. Sie stellt die Verbindung zwischen der Ruta 2 auf dem Altiplano und der Ruta 3 her, die von La Paz in die bolivianischen Yungas führt. Die Straße umfährt hierbei das Zentrum von La Paz und führt aus dem El-Alto-Vorort Alto Lima (4100 m) auf direktem Weg zum Hochgebirgspass La Cumbre (4700 m).
Die Straße ist noch in Planung und bisher nicht ausgebaut, sie besteht zurzeit (2012) aus einer unbefestigten Schotterpiste.

## Geschichte
Die Ruta 41 ist mit Gesetz 3439 vom 17. Juli 2006 zum Bestandteil des bolivianischen Nationalstraßennetzes "Red Vial Fundamental" erklärt worden.

## Streckenabschnitte im Departamento Santa Cruz
- km 000: La Cumbre
- km 015: Centro Achachicala
- km 021: Siete Lagunas
- km 029: El Alto (Alto Lima)